# Joe Galvin
Joseph "Joe" Galvin (Bloomington, Illinois, 1958) és un exjugador de bàsquet nord-americà que va disputar tres temporades en la lliga espanyola. Amb 2,13 metres d'alçada, jugava en la posició de pivot.

## Carrera esportiva
Va jugar durant quatre temporades amb els Redbirds de la Universitat Estatal d'Illinois, en les quals va fer una mitjana de 9,6 punts i 6,3 rebots per partit. És el tercer jugador amb més taps en la història dels Redbirds, amb 132,2 i el que més taps ha col·locat en un partit, amb 9.
Va ser triat en el lloc 100 del Draft de l'NBA del 1980 pels Indiana Pacers, però després de ser descartat va fitxar pel Joventut de Badalona de la lliga ACB. En la seva primera temporada al club verd-i-negre va ser una peça fonamental en la consecució de la Copa Korac, en la qual es va derrotar el Carrera Venècia. Galvin va ser l'autor de la cistella des de set metres que va propiciar l'empat al marcador quan faltava un segon per al final del partit, donant pas a la pròrroga, en què la Penya es va endur el triomf per 105-104, aconseguint el seu primer títol europeu. Després de dues temporades més, es va retirar del bàsquet.